# Pietra dura

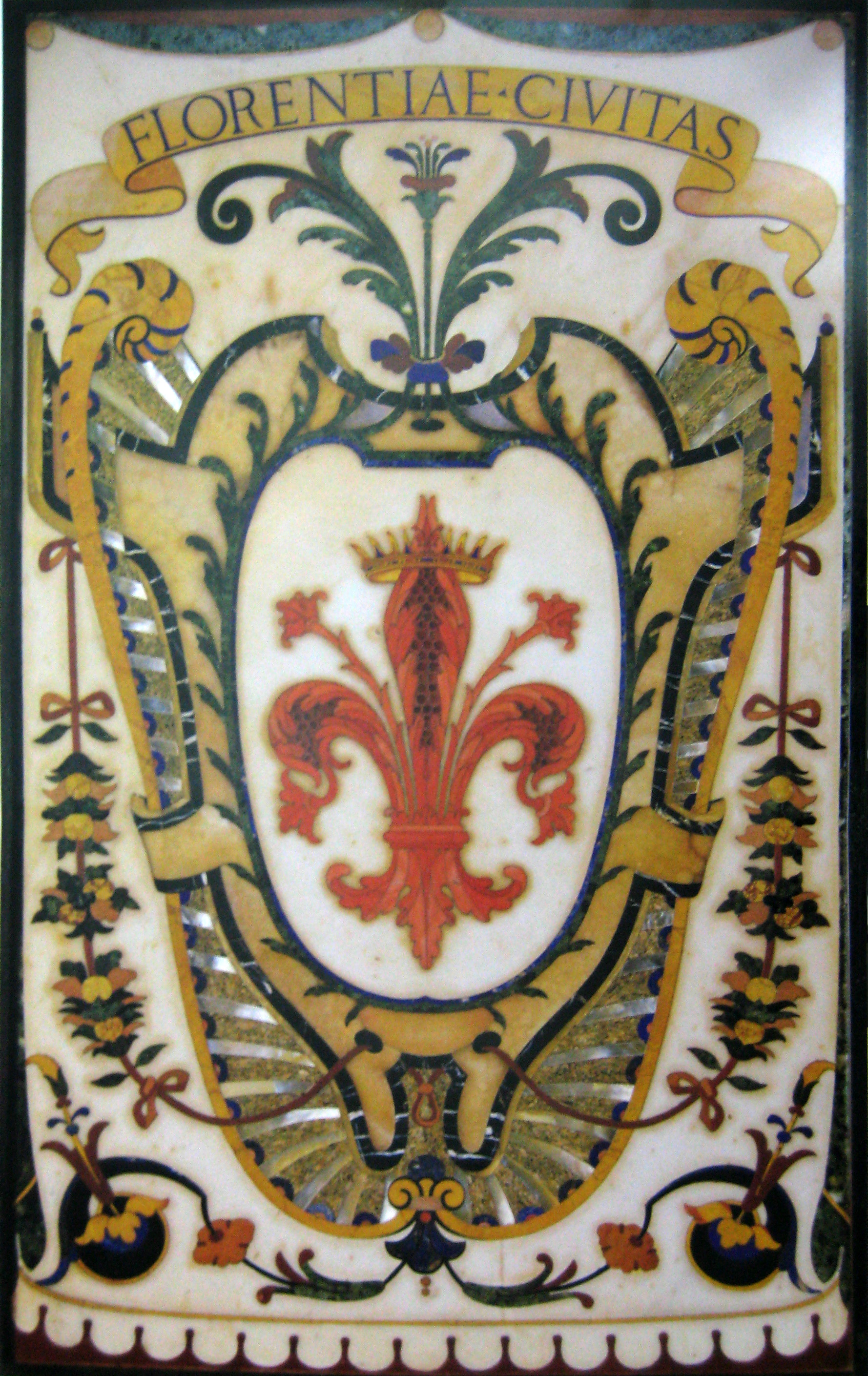
Detail in de Medici-kapellen in Florence

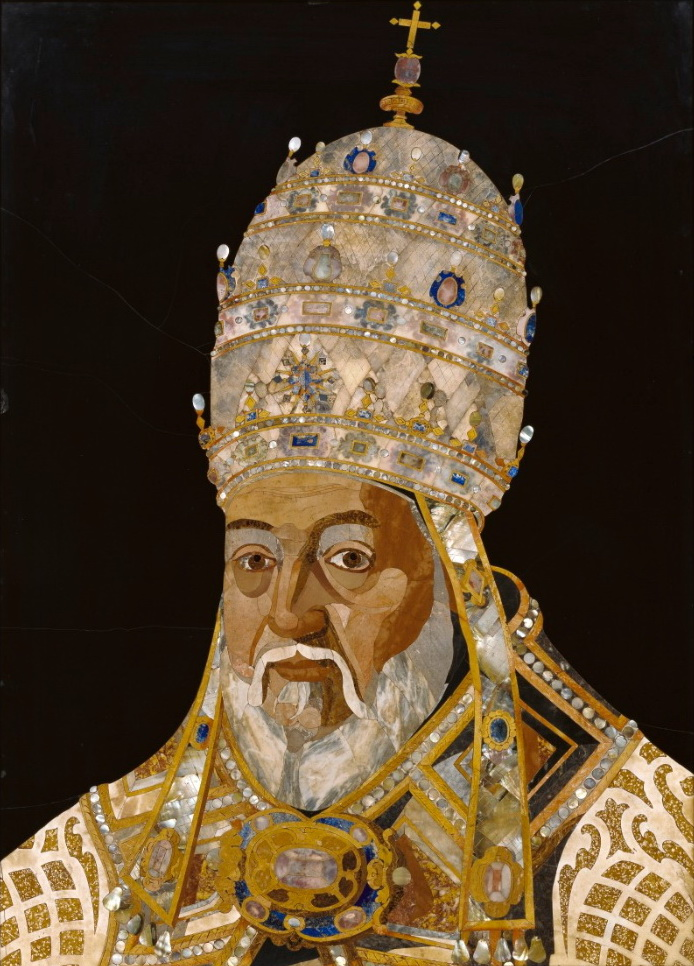
Portret van Clemens VIII in pietra dura door Romolo di Francesco Ferrucci del Tadda vervaardigd.

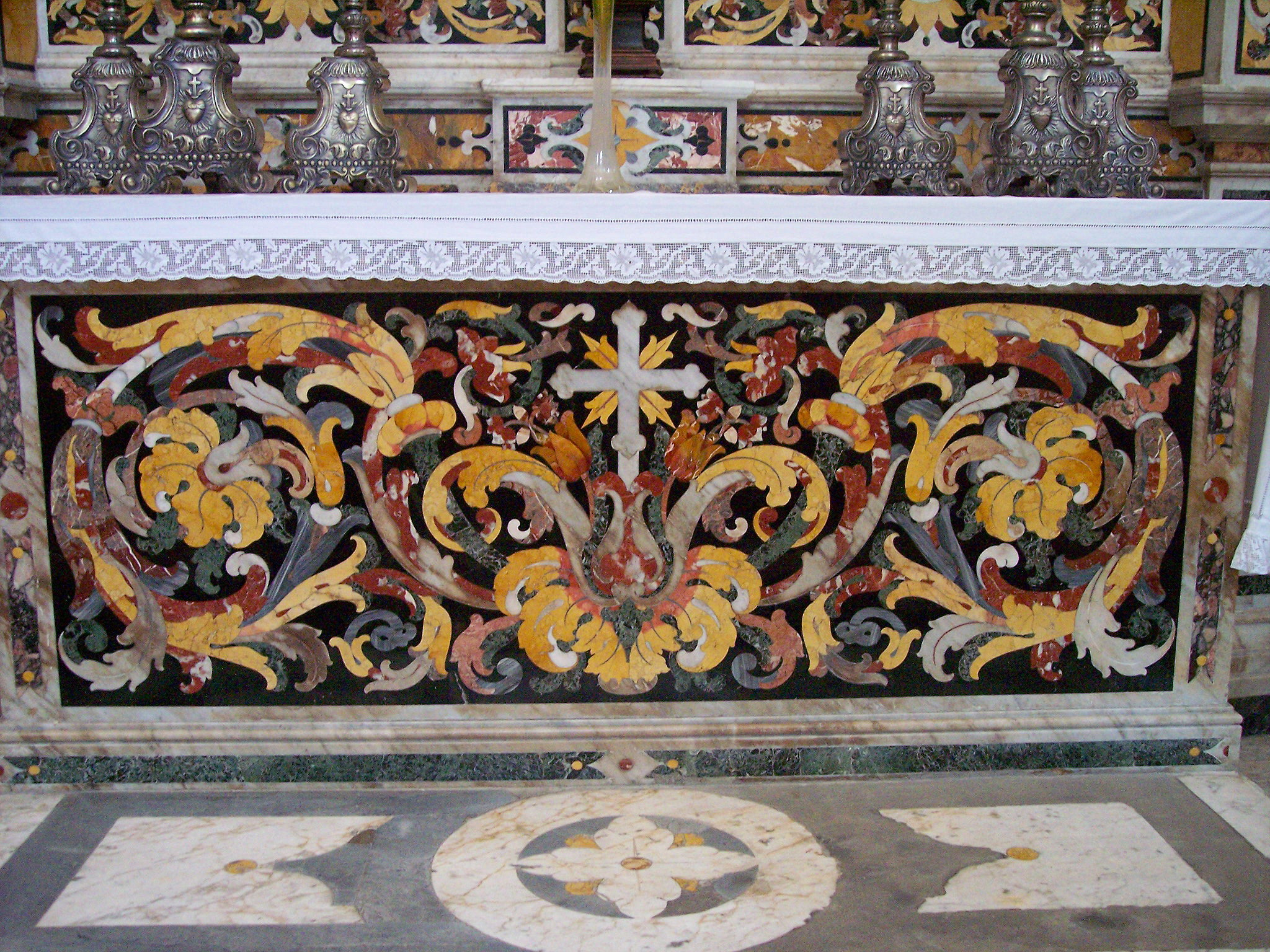
Italiaans opera di commessi in de kathedraal van Dubrovnik

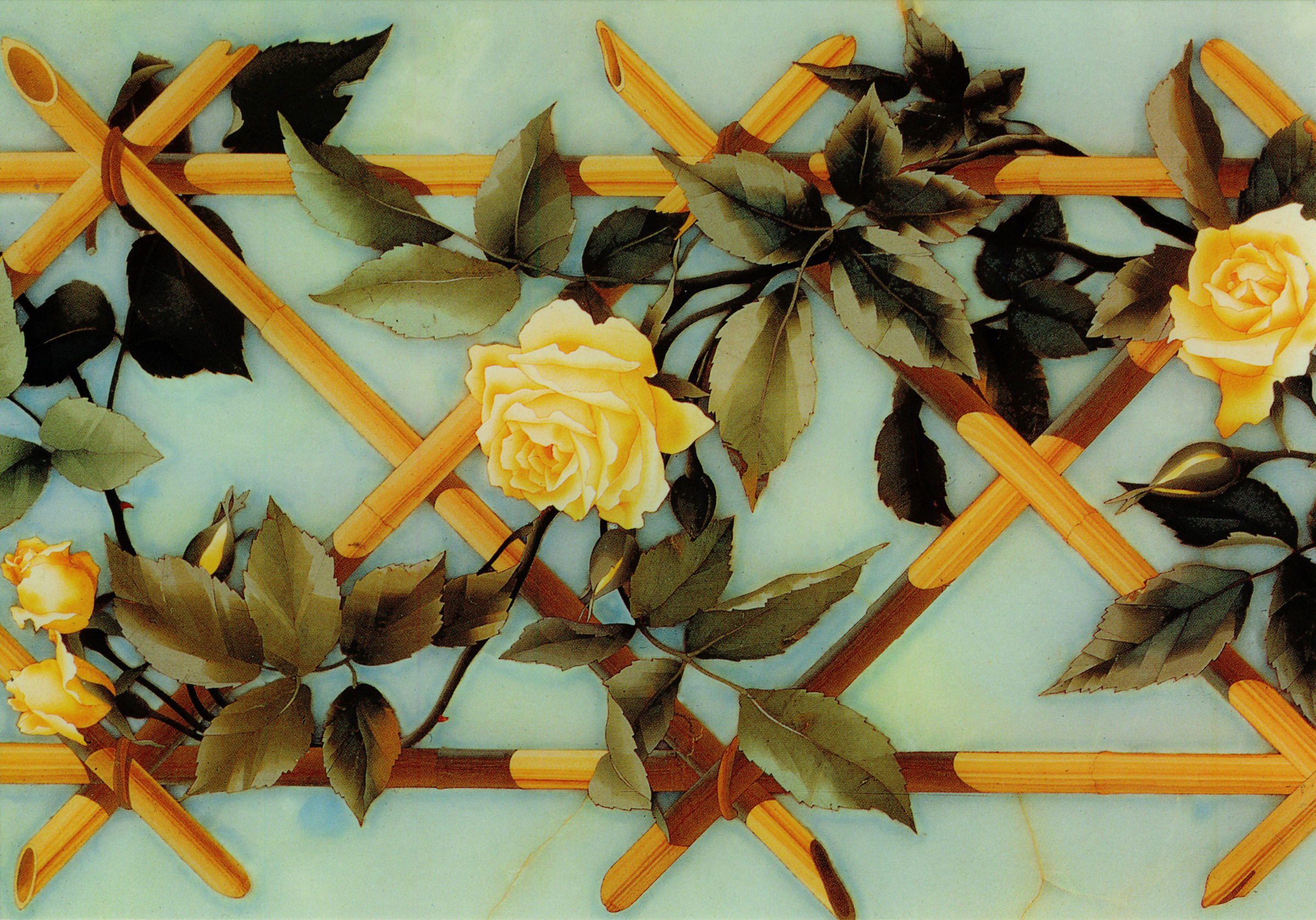
Pietra dura uit 1882

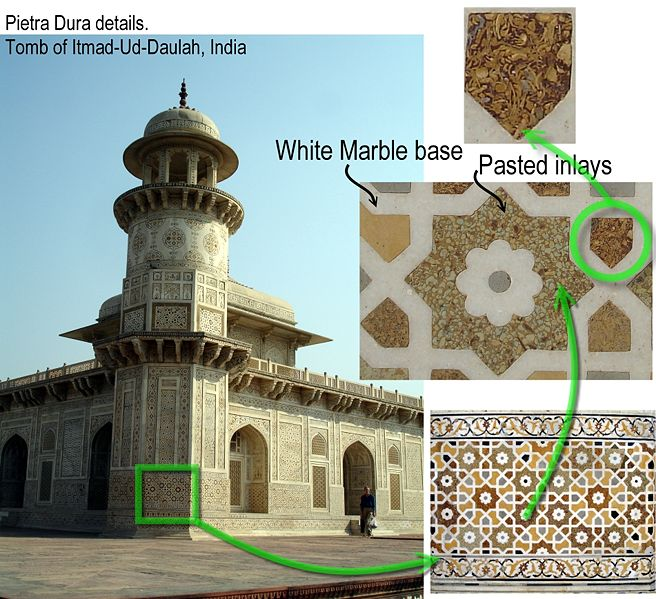
De tombe van Itmad-Ud-Daulah in Agra.

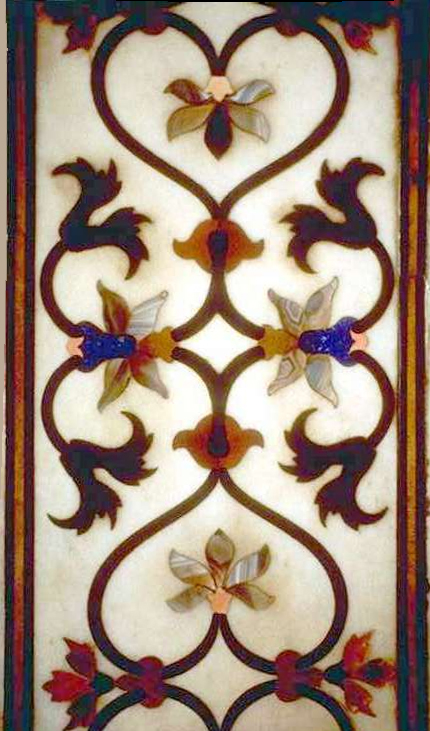
Voor-Indisch Parchin kari op de wanden van de Taj Mahal.

Pietra dura ook wel pietre dure (Italiaans voor "harde steen" of "harde stenen") is een techniek waarbij een steen wordt ingelegd met steenfragmenten van andere steensoorten en met verschillende kleuren. Deze bewerking levert zeer duurzame en kleurechte versieringen op. Het effect lijkt op de marqueterie die met hout werkt.
Kleine, zeer precies uitgesneden en bijgevijlde, plaatjes steen worden op een plaat met groeven gelegd. De groeven corresponderen met ribbels in de onderzijde van de stenen plaatjes. Zo ontstaat een puzzel, met dien verstande dat ieder stukje een kleur of nuance van een kleur heeft. Het geheel wordt vastgelijmd en door de rand stevig bij elkaar gehouden.
De oppervlakte wordt zeer fijn vlak geschuurd maar er zijn platen met reliëf bekend.
Het meest gebruikte materiaal is marmer, dat in Italië zelf in verschillende kleuren gedolven wordt. Andere stenen worden voor gebruik in de pietro dura geïmporteerd van over de gehele wereld. De naam pietro dura is in zoverre mislreidend dat niet alle stenen even hard zijn. Ze zijn vooral op kleur en oppervlak geselecteerd. Het veelgebruikte rode of oranje koraal is uiteraard geen steen.

## In Europa
Het Romeinse Opus sectile is de voorloper van de pietra dura. Opus sectile-ontwerpen bleven in Rome tot in de 6e eeuw populair. De kunst werd nooit helemaal vergeten, op de uit Byzantium stammende Palla d'Oro komt naast emailleversiering ook pietra dura voor.
De renaissance bracht een nieuwe impuls voor het oude handwerk. De schilder Domenico Ghirlandaio sprak van 'Pittura per l'eternità' oftewel "schilderijen voor de eeuwigheid". De Toscaanse groothertog Ferdinando I de' Medici stichtte in 1588 de Galleria di'Lavori die als het Opificio delle pietre dure nog steeds bestaat. 
Florence was dankzij de door de Medici gevestigde traditie eeuwenlang het Europese centrum van de pietra dura. Door de 'grand tour' van de aristocraten verspreidde de smaak zich over Europa. De grootste meester was misschien Giovanni Biliverti die van 1611 tot 1621 voor hertog Cosimo II de' Medici werkte. Lodewijk XIV en andere vorsten verzamelden de kostbare platen. Het Florentijnse pietro dura werd en wordt nog steeds bewonderd en verzameld.
Fraaie voorbeelden van pietro dura zijn in de medicikapellen in Florence te vinden. Het marmer is ingelegd met halfedelstenen en mineralen zoals lapis lazuli.
In de 16e en 17e eeuw werden kleine panelen van pietra dura wel in kunstkabinetten ingebouwd. Populair was ook de traditionele vanitas, de in dit geval in steensoorten weergegeven afbeelding van een menselijke schedel met daaromheen soms andere symbolen van vergankelijkheid.
Ook de rijke en ontwikkelde reizigers die in de 18e en 19e eeuw hun grand tour maakten namen vanuit Florence, Rome en Napels vaak kleine of grote objecten van pietra dura mee naar huis.
In de 19e eeuw werden de ontwerpen onder invloed van de heersende smaak sterk figuratief en vaak wat zoetelijk. De industrie kwijnde in de eerste jaren van de 20e eeuw weg totdat de Italiaanse regering ingreep een het oude vak ging stimuleren. De industrie publiceert nu veel religieuze onderwerpen (vooral in Florence en Napels) en kopieën van oudere ontwerpen die worden gebruikt voor luxe decoratie. Er worden ook hedendaagse kunstwerken gemaakt.
Platen van pietra dura worden wel als tafelbladen gebruikt. Ze werden ook als decoratie in meubels ingepast.

## Als sieraad
In de 19e eeuw werd een in pietra dura uitgevoerde broche of een paar oorbellen van door goud omsloten pietra dura een geliefd juweel. Ze waren soms een souvenir van een bezoek aan Italië. De sieraden in pietra dura mogen niet worden verward met het in diezelfde periode populair geworden en stilistisch verwante micromozaïek.

## In Azië
Ook in Azië is veel met pietra dura gewerkt. Het heet daar eenvoudig "Parchin kari", dat "inlegwerk" betekent. Bijvoorbeeld in de Tombe van Itimad ud-Daulah in Agra  waar met behulp van deze gecompliceerde techniek indrukwekkende motieven van bloemen, vazen, ceders en andere bomen werd aangebracht.
In datzelfde Agra werd ook de Taj Mahal, een zo op het oog grotendeels in marmer uitgevoerde constructie met schitterend en goed bewaard inlegwerk versierd. De mogol liet zandsteen en wit marmer gebruiken voor de oppervlakken van het mausoleum, deze werden ingelegd met kostbare halfedelstenen.
De voor de ingelegde figuren en plantenmotieven gebruikte stenen zijn aqiq (agaat), yemeni, firoza (turquoise), lajwad (Lapis lazuli), moonga (koraal), sulaimani (onyx), lahsunia (kattenoog), yasheb (jade) and pitunia (bloedsteen).
Zeldzamer zijn de gebruikte  lokale steensoorten zoals tilai (goudsteen), zahar-mohra, ajuba, abri, khathu, nakhod en maknatis (magnetiet). Deze stenen komen vooral in de mozaïeken voor.
De bij de afwerking van de Taj Mahal gebruikte stenen kwamen behalve uit India zelf uit Afghanistan, Tibet, Kumaon, Jaisalmer, Cambay en Ceylon. Het witte marmer kwam uit de Makrana mijnen in Rajasthan.